# أحمد حماد الحسيني
أحمد حماد الحسيني (1912 - 1964) هو باحث مصري، يعد من الرعيل الأول المتخصصين بعلم الحيوان والتشريح المقارن في مصر. وقد أطلقت كلية العلوم في جامعة عين شمس اسمَه على أحد مدرجاتها تكريمًا لعطائه العلمي.

## سيرة
وُلد أحمد حماد الحسيني بمحافظة أسيوط عام 1912، وكرَّس منذ بداية حياته العلمية جُل وقته واهتمامه لعلم الحيوان. فحصل على الماجستير من كلية العلوم جامعة القاهرة، ونال درجة الدكتوراه من جامعة شيفلد في المملكة المتحدة، وظل يترقى في حياته الأكاديمية حتى تولى رئاسة قسم الحيوان بكلية العلوم جامعة عين شمس.
على الرغم من وفاة الدكتور الحسيني عام 1964، إلا أن إسهاماته العلمية ما زالت تشكل مرجعًا أساسيًّا للمُتخصص والقارئ العادي.

## مؤلفاته
للحسيني العديدُ من المؤلَّفات، منها:
- ثدييات مصر البحرية
- طيور مصر
- علم الحيوان العام[5]
- سلوك الحيوان [6]

### من ترجماته
- العلم في حياتنا اليومية من تأليف مونتجومري
- الحياة منذ كانت من تأليف باركر